# دزدیدن پنج!
دزدیدن پنج (به انگلیسی: Taking Five) یک فیلم فانتزی، کمدی و رمانتیک محصول سال ۲۰۰۷ آمریکا است. این فیلم دربارهٔ دو دختر دبیرستانی است که یک گروه معروف موسیقی را می‌دزدند و تا آنها را وادار به اجرا کردن در دبیرستانشان کنند.

## داستان
دو دوست صمیمی، دِوِون تامپسون (الونا تال) و گبی دیویس (دانیلا مونه) طرفدارهای پروپاقرص گروه 5 Leo Rise (به معنای ظهور ۵ شیر) هستند و وقتی یک شرکت نوشیدنی انرژی زا، اسپانسر گروه فایو لئو رایز اعلام می‌کند که هرکس برچسب بطری بیشتری جمع کند گروه برای آنها اجرا خواهند کرد، آنها تمام وقت خود را برای جمع‌آوری برچسب می‌گذرانند تا گروه برای مدرسهٔ آنها اجرا کند.
دو همکلاسی خودخواه آنها کیرا (کیت آلبرشت) و لینی (نِنِتزی اسکات) نیز بیشتر اوقات را به اذیت کردن آنها می‌پردازند. پس از اینکه آنها بعد از هفته‌ها جمع‌آوری یک کامیون پر از برچسب‌های گروه جمع می‌کنند، برحسب اتفاقی تمام برچسب‌ها و همچنین موهای کیرا می‌سوزد و تمام آرزوی آنها برباد می‌رود. دوون و گبی که اکنون مضحکهٔ تمام مدرسه شده‌اند تصمیم می‌گیرند گروه ۵ لئو رایز را دزدیده و آنها را وادار کنند تا در مدرسه برای آنان بخوانند و آبروی خود را پس بگیرند.

## فیلم‌برداری
این فیلم در دبیرستان کاتولیک جوآن دیگو در دراپر، یوتا و دبیرستان هیلکرست در میدویل، یوتا فیلم‌برداری شده‌است.

## بازیگران
- الونا تال در نقش دِوون تامپسون
- دانیلا مونه در نقش گبی دیویس
- کریستی کارلسون رومانو در نقش دنیل تامپسون
- بارت جانسون در نقش مارک تامپسون
- مارکوس تی. پالک در نقش لینکن
- اریک دیل در نقش ریچی
- جویی زهر در نقش میسون
- بن رومانس در نقش اسکوتر
- ایتن منتزر در نقش کی. کی
- جو گسه در نقش نیکولای
- جیمی چونگا در نقش مأمور ویژه جرج اسلدج
- مایکل باستر در نقش هولاس
- کیت آلبرشت در نقش کیرا
- نِنِتزی اسکات در نقش لینی
- جیک کوپل در نقش پیت

## آهنگ‌ها
- "Kidnap My Heart" از کلیک فایو
- "No Such Thing" و "Friday Night" از کریستی کارلوس رومانو.

## نکته
بازیگران اعضای گروه فایو لئو رایز، اعضای گروه د کلیک فایو (یک گروه موسیقی) هستند و ستارهٔ آنها اریک دیل (بازیگر نقش ریچی) کمی بعد از بازی در دزدیدن پنج گروه را ترک کرد و روی حرفه خود در موسیقی سولو تمرکز کرد.